# Bombylius polius
Bombylius polius är en tvåvingeart som beskrevs av Zaitzev 2004. Bombylius polius ingår i släktet Bombylius och familjen svävflugor.
Artens utbredningsområde är Spanien. Inga underarter finns listade i Catalogue of Life.